# Pianeta senza nucleo
Un pianeta senza nucleo è un tipo teorico di pianeta terrestre costituito interamente da un mantello roccioso a base di silicati, ma privo di un nucleo metallico.

## Origine
Secondo un articolo del 2008 di Sara Seager e Linda Elkins-Tanton, esistono probabilmente due modi in cui si può formare un pianeta senza nucleo.
Nel primo caso l'accrescimento del pianeta avviene con materiali tipo la condrite, completamente ossidati e ricchi d'acqua, dove tutto il ferro è vincolato in cristalli di silicati. Tali pianeti possono formarsi nelle regioni più fredde del sistema planetario, lontano dalla stella centrale.
Nel secondo caso, l'accrescimento del pianeta avviene sia con materiali ricchi di ferro che con materiali ricchi d'acqua. Tuttavia il ferro metallico presente reagisce con l'acqua per formare ossido di ferro e rilasciare idrogeno prima che la differenziazione di un nucleo metallico abbia avuto luogo. A patto che le goccioline di ferro siano ben miscelate e abbastanza piccole (<1 cm), il risultato finale previsto è che il ferro ossidato rimanga intrappolato nel mantello, e non sia quindi in grado di formare un nucleo metallico.

## Caratteristiche
Un pianeta senza nucleo costituito completamente di silicati non avrà un nucleo fuso e quindi non genererà alcun campo magnetico. Le dimensioni previste per i pianeti con e senza nucleo sono simili tra loro e variano in minima percentuale, il che rende difficile interpretare la composizione interna degli esopianeti basandosi sulla misurazione delle loro masse e dei loro raggi.